# Lake Wales
Lake Wales est une ville de Floride aux États-Unis d'Amérique.
La ville est en bordure du lac Wailes, dont elle tire d'ailleurs le nom, mais pas l'orthographe. Elle se situe dans la partie sud de la Lake Wales Ridge (en), crête de collines basses et sableuses qui s'étend sur 322 km d'Ocala jusqu'au comté de Highlands et qui constitue l'un des plissements géologiques les plus élevés de la péninsule de Floride.
Elle fait partie des 72 845 ha acquis en 1905 par la Sessoms Company, société de placement de Jacksonville qui s'intéressait alors aux ressources en pins jaunes de la région. Leur résine, qui servait à la fabrication de la colophane, de la poix et de la térébenthine, entrait en effet dans la composition du savon, de l'encre, de la peinture et du cirage. En 1911, peu de temps après l'arrivée à Lake Wales de la ligne de chemin de fer Atlantic Coast Line (qui reliait Lakeland à Haines City), la Sessoms vendit 2 023 ha de terres à quatre entrepreneurs. Leurs dynamiques campagnes de promotion y attirèrent bientôt des résidents, tant et si bien qu'à la fin des années 1920, le centre-ville possédait déjà un prospère quartier d'affaires.
Inscrit à l'inventaire national des sites historiques américains, le quartier historique de Lake Wales compte plusieurs édifices commerciaux en pierre et en brique. L'ancien dépôt ferroviaire de l'Atlantic Coast Line abrite désormais le Lake Wales Museum and Cultural Center.

## Démographie
| 1920 | 1930  | 1940  | 1950  | 1960  | 1970  |
| ---- | ----- | ----- | ----- | ----- | ----- |
| 796  | 3 401 | 5 024 | 6 821 | 8 346 | 8 240 |

| 1980  | 1990  | 2000   | 2010   | - | - |
| ----- | ----- | ------ | ------ | - | - |
| 8 466 | 9 670 | 10 194 | 14 225 | - | - |